# Cinta Air
Cinta Air is een bestuurslaag in het regentschap Serdang Bedagai van de provincie Noord-Sumatra, Indonesië. Cinta Air telt 1330 inwoners (volkstelling 2010).